# Beppe Wolgers
John Bertil Wolgers, dit John Bertil "Beppe" Wolgers, né le 10 novembre 1928 à Stockholm (Suède) et mort le 6 août 1986 à Östersund (Suède), est un auteur, poète, traducteur, parolier, acteur et artiste suédois.

## Carrière
Wolgers né à Stockholm en Suède. Il est le fils de John Wolgers, garde forestier, et de Gerda (née Korsgren). Il a étudié dans les écoles de journalisme Poppius journalistkola et Otte Skölds målarskola de 1946 à 1947. Il a ensuite étudié à la Germantown Friends School à Philadelphie, aux États-Unis, de 1947 à 1948. Il a été journaliste au Stockholms-Tidningen de 1960 à 1961.
Wolgers avait également fait des expositions avec Ernfrid Bogstedt.
Il a écrit un millier de chansons et s'est spécialisé dans l'intégration de paroles suédoises sur des airs étrangers comme dans Walkin' My Baby Back Home, Waltz for Debby, Dat Dere, Eleanor Rigby, Take Five et Bachianas brasileiras n° 5. Il a également fait plusieurs livres et films pour enfants. Il a fait une série célèbre en tant que conteur pour les enfants à la télévision suédoise de 1968 à 1974. Il est surtout connu pour avoir joué le rôle du capitaine Efraim Brindacier, le père de Fifi Brindacier, dans la série télévisée de 1969.
Il est mort à Östersund d'un ulcère gastro-duodénal en 1986.

## Vie privée
Il est marié à l'actrice Kerstin Dunér. Ils ont eu quatre enfants.

## Filmographie non-exhaustive
- 1970 : L'Histoire d'une femme (Storia di una donna) de Leonardo Bercovici